# Совка Рорейма
Рореймская совка (лат. Megascops roraimae) — вид птиц рода Megascops семейства совиных. Длина представителей данного вида — от 20 до 23 см, масса — от 91 до 128 г. Представители подвидов имеют цвет от красновато-коричневого до коричневого с более бледным животом. У большинства из них есть как бледная, так и темная морфа. Интенсивность красноватого оттенка варьируется у разных подвидов. Рацион представителей данного вида состоит в основном из насекомых и других членистоногих и, возможно, включает мелких позвоночных. Фенология размножения Рореймской совки не задокументирована.